# Buchwald-Hartwig-aminering
De Buchwald-Hartwig-aminering is een organische reactie voor de vorming van arylamines. Dit zijn amines waarin het stikstofatoom verbonden is aan een of meerdere arylgroepen. De reactie grijpt plaats tussen een arylhalogenide en een primair of secundair amine, in aanwezigheid van een milde base en met gebruik van een palladiumcomplex als katalysator. In de reactie, die verloopt in een oplosmiddel, wordt een nieuwe covalente binding gevormd tussen een koolstofatoom in de arylgroep en het stikstofatoom in het amine:
In deze formule is X een halogenide (chloride, bromide of jodide), maar het kan ook een triflaat zijn. M is de metaalkatalysator (palladium) en L zijn liganden. De arylgroep is hier een fenylgroep, maar ze kan ook een andere aromatische groep zijn, met of zonder gesubstitueerde functionele groepen. R en R' kunnen waterstofatomen zijn of allerlei, al dan niet gesubstitueerde, functionele groepen. Als ligand kunnen fosfinederivaten fungeren, zoals trifenylfosfine of tri-tert-butylfosfine. De base is veelal natriumbis(trimethylsilyl)amide of natrium- of kalium-tert-butoxide.
De reactie is genoemd naar de scheikundigen John F. Hartwig en Stephen L. Buchwald, die ze in 1994 onafhankelijk van elkaar publiceerden.
Een Amerikaans octrooi uit 2009 beschrijft de uitvoering van de Buchwald-Hartwig-aminering in een microreactor.